# Alena Babaková
Alena Valerijevna Babaková (ukrajinsky Альона Валеріївна Бабак; * 27. září 1969 Kryvyj Rih, Ukrajinská SSR, Sovětský svaz) je ukrajinská politička. V letech 2019–2020 působila jako ministryně pro rozvoj komunit a území Ukrajiny ve vládě Oleksije Hončaruka. Před nástupem do vládní funkce vedla neziskovou organizaci Institut místního rozvoje.